# John Hodgetts-Foley
John Hodgetts Hodgetts-Foley (17 juillet 1797 - 13 novembre 1861), né John Hodgetts Foley, de Prestwood House (alors à Kingswinford, et maintenant à Kinver) dans le Staffordshire est un député britannique.

## Biographie
Il est le deuxième fils de Edward Foley de Stoke Edith, Herefordshire et sa femme Eliza Maria Foley Hodgetts. Il hérite du domaine Prestwood de sa mère, dont la mère Eliza Foley est une descendante de Philip Foley.
Il représente l'arrondissement de Droitwich au Parlement de 1822 à 1835 en tant que Whig et East Worcestershire de 1847 à 1861 (initialement en tant que Whig et à partir de 1859 en tant que libéral).
Il épouse Charlotte Margaret Gage, fille de John Gage et de Mary Milbanke et petite-fille du général Thomas Gage et de Margaret Kemble, le 20 octobre 1825 et ont Henry John Wentworth Hodgetts-Foley.